# Waal
Pour les articles homonymes, voir Waal (homonymie).
Le Waal (en français : le Wahal ou Vahal) est une rivière néerlandaise qui fait partie du delta du Rhin. Le bras principal du Rhin (pour être précis, à cet endroit, le canal de Bijland) se sépare en deux près de Pannerden.
Le Waal forme le défluent méridional, qui coule vers l'ouest à partir de Pannerden. Le bras septentrional est formé par le canal de Pannerden (suivi du Rhin inférieur puis du Lek). Le Waal est le plus important des deux pour la navigation fluviale.

## Hydronymie
Le nom du Waal est probablement issu de sa forme antique. Selon Tacite, ce bras du Rhin porte un nom d'origine locale. Il est appelé par les Bataves, le Vahal. C'est ce bras qui est considéré par Tacite comme formant la frontière de la Gaule.
Le terme gaulois wa/al ou wahal commençant par les sons [w], "uo" ou "ua" indiquerait par sa racine indo-européenne :
- (i) ce qui peut se séparer, s'enlever, se segmenter, se diviser facilement (matière comme la laine "wool" en anglais, matière fluide comme l'eau en faible quantité "wa(dhor)", l'eau en grande quantité impossible à éponger étant nommé "awa" en gaulois belge),
- (ii) ce qui est séparé, segmenté, brisé en ensemble(s) cohérent(s) et conséquent(s) (forme solide ou éventuellement fluide)
- (iii) ce qui divise ou sépare de manière conventionnelle ou technique (un vallum, "barrière, retranchement, rempart" en latin classique ou a wall en anglais, "un simple mur ou une cloison").

Le (Rhin)Waal serait ainsi la "rivière mythique" séparée du Rhin selon (ii), mais aussi une rivière qui tendait à se diviser inlassablement selon (i) jusqu'à son confinement et sa canalisation par les Hommes à l'époque médiévale et moderne.
Le Waal ou Waaltje (diminutif) est également le nom d'un ancien bras mort du Waal, au sud de Rotterdam.

## Géographie
Le Waal va jusqu'à l'ancien confluent du Waal et de la Meuse (aujourd'hui, Afgedamde Maas), près de Woudrichem, il devient la Merwede qui coule vers la mer du Nord par plusieurs itinéraires ; la plus grande partie de l'eau coule via le Noord, la Nouvelle Meuse (Nieuwe Maas) et le Nieuwe Waterweg.

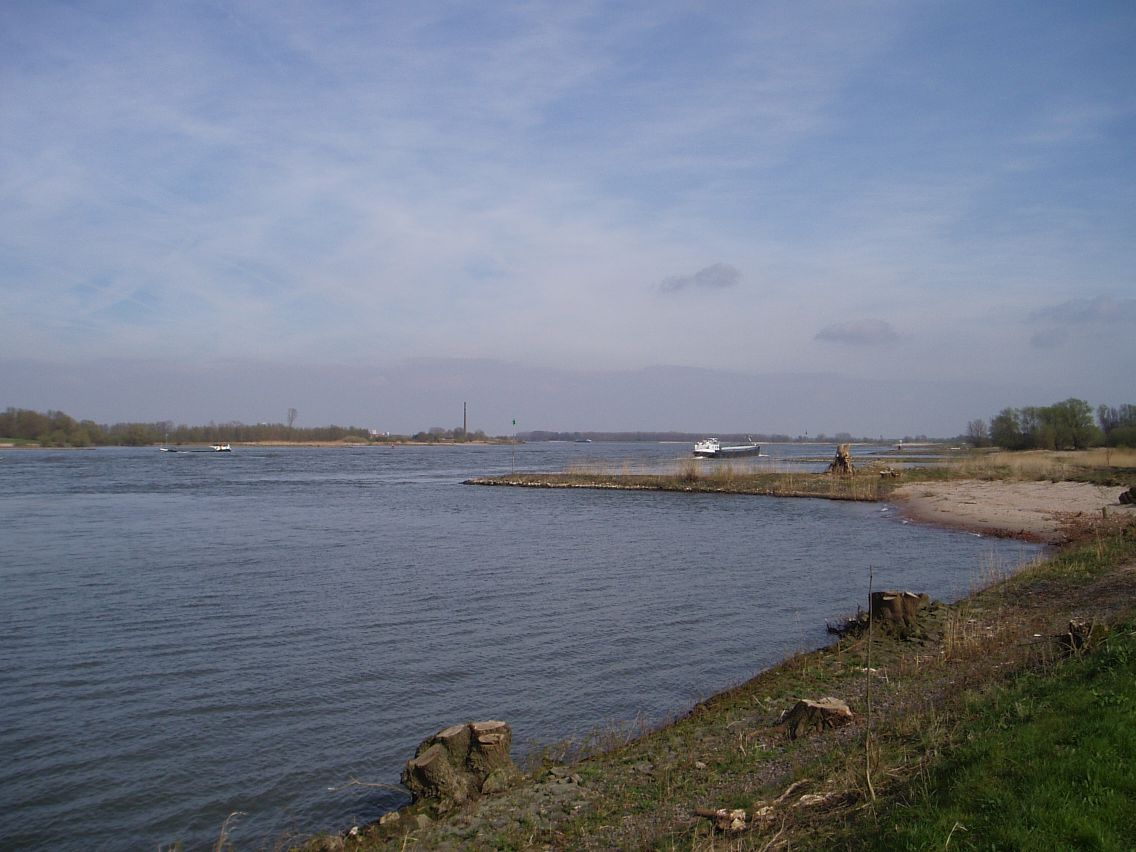
Le Waal près du château de Loevestein, juste avant le confluent avec l'Afgedamde Maas.

Nimègue est la plus grande ville au bord du Waal. Encore que la ville historique soit située sur la rive gauche, la commune s'étend également sur la rive droite depuis quelques années (Lent, Oosterhout) dans le cadre de l'extension nord de la ville (Waalsprong - Saut-du-Waal). Ainsi cette commune est-elle la seule à se situer sur les deux rives de la rivière.
Tiel (rive droite) et Zaltbommel (rive gauche) sont les deux autres grandes villes le long du Waal. Quant aux régions naturelles traversées, le Waal sépare la Betuwe (rive droite) des régions du Rijk van Nijmegen (nl), le Pays de la Meuse et du Waal (nl) et le Bommelerwaard (rive gauche).
Le Waal est relié au Rhin inférieur et à Amsterdam par le canal d'Amsterdam au Rhin (près de Tiel) et à la Meuse par le canal de la Meuse au Waal (près de Nimègue) ainsi que par le canal de Saint-André (nl). À Saint-André (nl), la Meuse et le Waal ne sont séparés que d'une distance de 1,9 kilomètre.

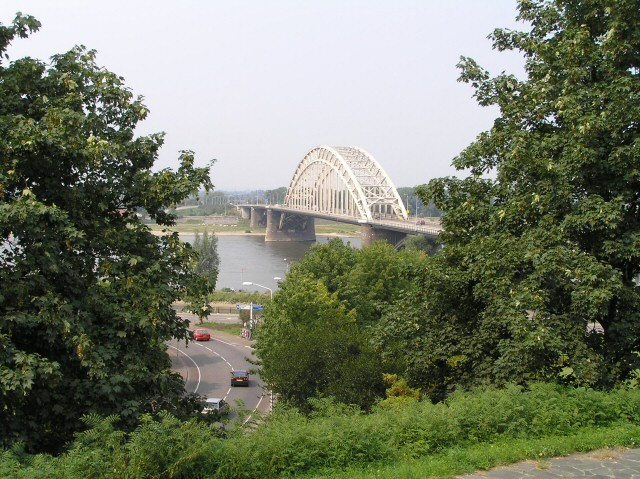
Le pont du Waal, à Nimègue.

Six ponts traversent le Waal, dont deux de chemin de fer : à Nimègue (2), près d'Ewijk, à Beneden-Leeuwen et à Zaltbommel (2). Il y a également quelques bacs.